# Giorgio Parisi

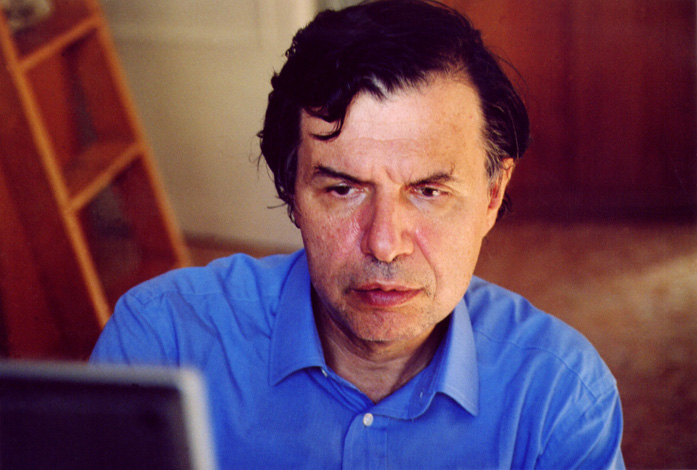
Giorgio Parisi (2006)

Giorgio Parisi (* 4. August 1948 in Rom) ist ein italienischer Physiker und Hochschullehrer. Im Jahr 2021 wurde Parisi der Nobelpreis für Physik gemeinsam mit Klaus Hasselmann und Syukuro Manabe zuerkannt für seine Beschäftigung mit der statistischen Mechanik komplexer Systeme.

## Leben und Werk
Parisis Vater und Großvater waren in der Baubranche tätig und ermutigten ihn, Ingenieur zu werden. Er interessierte sich allerdings mehr für die „komplizierten Abstraktionen“ und die Herausforderungen der Wissenschaft. Parisi schloss 1970 sein Physikstudium an der Universität La Sapienza in Rom ab. Nach seinem Abschluss arbeitete er ein Jahr im Bereich der Hochenergiephysik bei seinem Betreuer Nicola Cabibbo, den Parisi als „brillanten Theoretiker“ bezeichnete. Anschließend arbeitete er bis 1981 als Forscher am Laboratori Nazionali di Frascati, das er für Forschungsaufenthalte an der Columbia University (1973–1974), dem Institut des Hautes Études Scientifiques (1976–1977) und der École normale supérieure (1977–1978) verließ. 1981 bis 1992 war er Professor für theoretische Physik an der Universität Tor Vergata. Seit 1992 ist er Professor für Quantenphysik an der La Sapienza.
Parisi arbeitet auf verschiedenen Teilgebieten der Physik, so der Hochenergiephysik, der Quantenchromodynamik, der Theorie der Phasenübergänge, der Statistischen Mechanik, der Mathematischen Physik, der Biophysik, der Stringtheorie und der Spin-Gläser. Außerdem lieferte er Beiträge zum Computerdesign (Hard- und Software).
Bei Untersuchungen der Skalenverletzung (englisch scaling violation) in tief inelastischer Streuung stellte er mit Guido Altarelli Gleichungen für die Skalenabhängigkeit von Partondichtefunktionen („Altarelli-Parisi-Gleichungen“) auf. Unabhängig davon (und früher) wurden ähnliche Gleichungen von Yuri L. Dokshitzer sowie V. N. Gribov und L. N. Lipatov gefunden, weshalb man diese Gleichungen auch DGLAP-Gleichungen nennt. Später untersuchte er mit Hilfe des Supercomputers APE 100 (Array Processor Experiment, außerdem ital. „Biene“) Quantenchromodynamik auf dem Gitter. Durch Verwendung der sogenannten quenched approximation, also der Vernachlässigung der Vakuumpolarisation, wurde es möglich, das Massenspektrum der Hadronen auf 10 Prozent genau zu berechnen. Mit Yong Shi Wu entwickelte er die Methode der stochastischen Quantisierung für (euklidische) Quantenfeldtheorien.
In der Theorie der Phasenübergänge entwickelte Parisi eine neue Methode zur Berechnung von kritischen Indizes und kritischen Exponenten. Er untersuchte Spin-Gläser und fand dabei mit der Wiederbelebung des mathematischen Begriffes der ultrametrischen Struktur von komplexen Systemen Zugänge, die auch in der Biologie (Neuronale Netze, Proteinfaltung, Immunität) und der kombinatorischen Optimierung genutzt werden können. Außerdem stellte er eine stochastische Differentialgleichung für das Wachstum bei zufälligen Ansammlungen auf, die Kardar-Parisi-Zhang-Gleichung (KPZ).
Zu späteren Forschungen gehört die Untersuchung von komplexen, ungeordneten Systemen. Beispielsweise erforschte er, wie Stare in großen Gruppen im Flug kommunizieren können, um das Schwarmverhalten zu organisieren.
Im September 2021 nahm ihn der Medienkonzern Clarivate aufgrund der Zahl seiner Zitierungen in seine Liste der Favoriten auf einen Nobelpreis auf (Clarivate Citation Laureates). Im gleichen Jahr wurde ihm zusammen mit Klaus Hasselmann und Syukuro Manabe „für bahnbrechende Beiträge zum Verständnis komplexer physikalischer Systeme“ der Nobelpreis für Physik verliehen. Parisi erhielt ihn konkret „für die Entdeckung, wie das Zusammenspiel von Unordnung und Fluktuationen physikalische Systeme von der atomaren bis hin zur planetarischen Ebene bestimmt“.
2023 veröffentlichte er eine laientaugliche Einführung in komplexe Systeme.
Er ist verheiratet und hat zwei Kinder.

## Auszeichnungen
- 1985 Morris Loeb Lecture
- 1986 Antonio-Feltrinelli-Preis für Physik der Accademia Nazionale dei Lincei
- 1992 Boltzmann-Medaille der Internationalen Union für Reine und Angewandte Physik
- 1993 Italgas-Preis
- 1999 Dirac-Medaille (ICTP)
- 2000 Spezialpreis für wissenschaftliche Forschung vom Präsidenten des Ministerrates (italienischer Regierungschef)
- 2002 Premio Enrico Fermi der italienischen physikalischen Gesellschaft
- 2005 Dannie-Heineman-Preis für mathematische Physik
- 2005 Nonino-Preis
- 2005 Ehrendoktor der Universität Urbino
- 2006 Galileo-Preis
- 2009 Lagrange-Preis der CRT-Stiftung
- 2011 Prix des trois physiciens
- 2011 Max-Planck-Medaille der Deutschen Physikalischen Gesellschaft
- 2015 High Energy and Particle Physics Prize
- 2016 Lars-Onsager-Preis
- 2018 Pomerantschuk-Preis
- 2021 Wolf-Preis in Physik
- 2021 Nobelpreis für Physik
- 2022 Benennung eines Asteroiden nach ihm: (15803) Parisi

## Mitgliedschaften
- 1987–93 korrespondierendes (seit 1993 ständiges) Mitglied der Accademia Nazionale dei Lincei
- 1993 Académie des sciences
- 2003 National Academy of Sciences[2]
- 2009 Academia Europaea
- 2013 American Philosophical Society
- Accademia Nazionale delle Scienze

## Veröffentlichungen

### Populärwissenschaftliches
- In a Flight of Starlings. The Wonder of Complex Systems. Allen Lane/Penguin Books, London 2023, ISBN 9780241587485.

### Wissenschaftliche Monographien und Veröffentlichungen
- mit Marc Mézard und Miguel Virasoro: Spin glass theory and beyond. World Scientific, Singapore 1987, ISBN 9971-5-0115-5 (=World scientific lecture notes in physics Band 9)
- Statistical Field Theory. Addison-Wesley, Redwood City 1988, ISBN 0-201-05985-1 (=Frontiers in physics Band 66)
- Field Theory, Disorder and Simulations. Word Scientific, Singapore 1992, ISBN 981-02-0964-9 (=World Scientific lecture notes in physics Band 49)
- La chiave, la luce e l'ubriaco. Come si muove una ricerca scientifica. Di Renzo, Roma 2006, ISBN 88-8323-149-X
- Giorgio Parisi, Auletta Gennaro, Fortunato Mauro: Quantum Mechanics. Cambridge University Press, 2009, ISBN 978-0-521-86963-8 (englisch).
- mit Pierfrancesco Urbani, Francesco Zamponi: Theory of simple glasses. Exact solutions in infinite dimensions, Cambridge UP 2020

Er ist Autor von mehr als 350 Artikeln in wissenschaftlichen Zeitschriften. Er ist Mitherausgeber zahlreicher Zeitschriften (Nuclear Physics Field Theory and Statistical Mechanics, Communications in Mathematical Physics, Journal of Statistical Mechanics, Europhysics Letters, International Journal of Physics, Il Nuovo Cimento, Networks, Journal de Physique, Physica A, Physical Review E).